# Теорема котангенсів

Трикутник загального виду

У тригонометрії, теорема котангенсів пов'язує радіус кола, вписаного у трикутник, з довжиною його сторін. Теорему котангенсів зручно використовувати при розв'язуванні трикутника за трьома сторонами.
Нехай {\displaystyle a}, {\displaystyle b} і {\displaystyle c} — довжини трьох сторін трикутника, {\displaystyle \alpha ,\beta } і {\displaystyle \gamma } — кути, що лежать навпроти, відповідно, сторін {\displaystyle a}, {\displaystyle b} і {\displaystyle c} відповідно.
Теорема котангенсів стверджує, що якщо
{\displaystyle r={\sqrt {{\frac {1}{p}}(p-a)(p-b)(p-c)}}} (радіус кола, вписаного у трикутник) і
{\displaystyle p={\frac {a+b+c}{2}}} (півпериметр трикутника),
то справедливі наступні формули:
{\displaystyle \operatorname {ctg} {\frac {A}{2}}={\frac {p-a}{r}},}
{\displaystyle \operatorname {ctg} {\frac {B}{2}}={\frac {p-b}{r}},}
{\displaystyle \operatorname {ctg} {\frac {C}{2}}={\frac {p-c}{r}},}
звідки слідує, що
{\displaystyle {\frac {p-a}{\operatorname {ctg} {\tfrac {A}{2}}}}={\frac {p-b}{\operatorname {ctg} {\tfrac {B}{2}}}}={\frac {p-c}{\operatorname {ctg} {\tfrac {C}{2}}}}=r}.
Словами теорему можна сформулювати так: котангенс половинного кута дорівнює відношенню півпериметра мінус довжина протилежної сторони вказаного кута до радіуса вписаного кола.
У сферичній тригонометрії існує схожа формула для половини кута, а також двоїста до неї формула половини сторони.